# براونه
براونه (به ایتالیایی: Braone) یک کومونه در ایتالیا است که در استان برشا واقع شده‌است.

## خصوصیات
براونه ۱۲ کیلومترمربع مساحت و ۶۷۲ نفر جمعیت دارد و ۳۹۴ متر بالاتر از سطح دریا واقع شده‌است.